# Regiones di 433 Eros
Segue una lista delle regiones presenti sulla superficie di 433 Eros. La nomenclatura di 433 Eros è regolata dall'Unione Astronomica Internazionale; la lista contiene solo formazioni esogeologiche ufficialmente riconosciute da tale istituzione.
Le regiones di Eros portano i nomi dei due scopritori indipendenti di Eros.
Sono tutte state identificate durante la missione della sonda NEAR, l'unica ad avere finora raggiunto Eros.

## Prospetto
| Regio          | Eponimo                                                   | Latitudine | Longitudine | Diametro |
| -------------- | --------------------------------------------------------- | ---------- | ----------- | -------- |
| Charlois Regio | Auguste Honoré Charlois - Astronomo francese (1864-1910). | 16° S      | 330° W      | n.d.     |
| Witt Regio     | Carl Gustav Witt - Astronomo tedesco (1866-1946).         | 18° N      | 348° W      | n.d.     |